# Otoca (distrito)
Otoca é um distrito do peru, departamento de Ayacucho, localizada na província de Lucanas.

## Transporte
O distrito de Otoca é servido pela seguinte rodovia:
- AY-112, que liga a cidade de Ocaña ao distrito  [1][2][3]